# الأسطورة رقم 17
الأسطورة رقم 17 هو فيلم روسي من إخراج نيكولاي ليبيديف.يدور الفيلم حول أحداث حقيقية وقصة صعود لاعب هوكي الجليد فاليري خارلاموف، الفيلم من بطولة دانيلا كوزلوفسكي، سفيتلانا إيفانوفا وأولج مينشكوف.

## وصلات خارجية
- الأسطورة رقم 17 على موقع IMDb (الإنجليزية)
- الأسطورة رقم 17 على موقع روتن توميتوز (الإنجليزية)
- الأسطورة رقم 17 على موقع نتفليكس (الإنجليزية)
- الأسطورة رقم 17 على موقع ألو سيني (الفرنسية)
- الأسطورة رقم 17 على موقع أول موفي (الإنجليزية)
- الأسطورة رقم 17 على موقع فيلمافينيتي (الإسبانية)
- الأسطورة رقم 17 على موقع قاعدة بيانات الفيلم (الإنجليزية)
- الأسطورة رقم 17 على موقع ليتربوكسد (الإنجليزية)
- الأسطورة رقم 17 على موقع كينوبويسك (الروسية)